# CKAP4
Le CKAP4 (pour « Cytoskeleton-associated protein 4 »), également nommé P63 ou CLIMP63, est une protéine transmembranaire. Son gène est CKAP4 situé sur le Chromosome 12 humain.

## Rôles
Il joue le rôle de récepteur pour le DKK1 activant la voie de AKT et entraînant une prolifération cellulaire.
Il interagit également avec APF.
Il intervient dans l'activation des fibroblastes au niveau cardiaque.